# Прва савезна лига Југославије у фудбалу 1983/84.
Прва савезна лига Југославије била је највиши ранг фудбалског такмичења у Југославији 1983/84. године. И педесетшеста сезона по реду у којој се организовало првенство Југославије у фудбалу. Шампион је постала Црвена звезда из Београда, освојивши своју петнаесту шампионску титулу.

## Табела
| Место | Клуб                | мечева | победа | нерешених | пораза | дати голови | примљени голови | гол разлика | бодова |
| ----- | ------------------- | ------ | ------ | --------- | ------ | ----------- | --------------- | ----------- | ------ |
| 1     | Црвена звезда       | 34     | 17     | 10        | 7      | 52          | 26              | +26         | 44     |
| 2     | Партизан            | 34     | 15     | 12        | 7      | 43          | 25              | +18         | 42     |
| 3     | Жељезничар Сарајево | 34     | 15     | 12        | 7      | 52          | 35              | +17         | 42     |
| 4     | НК Ријека           | 34     | 16     | 10        | 8      | 53          | 37              | +16         | 42     |
| 5     | Хајдук Сплит        | 34     | 12     | 15        | 7      | 39          | 22              | +17         | 39     |
| 6     | НК Осијек           | 34     | 12     | 10        | 12     | 36          | 39              | -9          | 34     |
| 7     | Раднички Ниш        | 34     | 15     | 3         | 16     | 40          | 47              | -7          | 33     |
| 8     | Приштина            | 34     | 15     | 3         | 16     | 36          | 55              | -19         | 33     |
| 9     | Сарајево            | 34     | 11     | 10        | 13     | 53          | 46              | -22         | 32     |
| 10    | Војводина           | 34     | 11     | 11        | 12     | 41          | 40              | +1          | 33     |
| 11    | Динамо Винковци     | 34     | 10     | 12        | 12     | 45          | 44              | +1          | 32     |
| 12    | Динамо Загреб       | 34     | 12     | 7         | 15     | 56          | 59              | -3          | 31     |
| 13    | Вележ Мостар        | 34     | 11     | 9         | 14     | 54          | 57              | -3          | 31     |
| 14    | Будућност Титоград  | 34     | 11     | 9         | 14     | 39          | 52              | -13         | 31     |
| 15    | Вардар Скопље       | 34     | 10     | 10        | 14     | 51          | 52              | -1          | 30     |
| 16    | Слобода Тузла       | 34     | 11     | 7         | 16     | 48          | 51              | -3          | 29     |
| 17    | Олимпија Љубљана    | 34     | 9      | 10        | 15     | 38          | 45              | -7          | 28     |
| 18    | Челик Зеница        | 34     | 4      | 12        | 18     | 31          | 56              | -25         | 19     |
| -     | Искра Бугојно       | -      | -      | -         | -      | -           | -               | -           | -      |
| -     | Сутјеска Никшић     | -      | -      | -         | -      | -           | -               | -           | -      |

|  | Куп европских шампиона   |
|  | Куп УЕФА                 |
|  | Куп победника купова     |
|  | испали у другу лигу      |
|  | пласирали се у прву лигу |

## Најбољи стрелци
| Ред | Играч              | Клуб                   | Голови |
| --- | ------------------ | ---------------------- | ------ |
| 1   | Дарко Панчев       | Вардар                 | 19     |
| 2   | Сњешко Церин       | Динамо Загреб          | 16     |
| 3   | Сулејман Халиловић | Динамо Винковци        | 15     |
| 4   | Никола Никић       | Жељезничар             | 14     |
| 5   | Милко Ђуровски     | Црвена звезда          | 13     |
| 5   | Васил Рингов       | Вардар / Динамо Загреб | 13     |
| 7   | Зоран Батровић     | Приштина               | 11     |
| 7   | Дамир Десница      | Ријека                 | 11     |
| 9   | Един Бахтић        | Жељезничар             | 10     |
| 9   | Иван Цвјетковић    | Слобода                | 10     |
| 9   | Мерсад Ковачевић   | Слобода                | 10     |

## Састави екипа
| Екипа           | Играчи | Тренер            |
| --------------- | --- | ----------------- |
| Црвена звезда   | Томислав Ивковић (34/0), Марко Елснер (32/0), Милош Шестић (29/7), Милко Ђуровски (27/13), Бошко Ђуровски (23/8), Јовица Николић (22/8), Мирослав Шугар (22/0), Ђорђе Миловановић (21/3), Милан Јовин (21/0), Митар Мркела (20/2), Зоран Банковић (19/3), Иван Јуришић (19/0), Драган Милетовић (17/0), Милан Јанковић (16/2), Љубиша Стојановић (15/1), Ранко Ђорђић (14/3), Рајко Јањанин (14/0), Горан Милојевић (14/0), Жарко Ђуровић (13/0), Недељко Милосављевић (12/0), Драгић Комадина (9/0), Миодраг Кривокапић (4/0), Цвијетин Благојевић (3/0), Златко Крмпотић (2/0), Радослав Жугић (1/1), Радомир Савић (1/0), Славко Радовановић (1/0) | Гојко Зец         |
| Партизан        | Ранко Стојић 34, Адмир Смајић 33/4, Љубомир Радановић 32/6, Миодраг Јешић 32/4, Слободан Ројевић 32, Миодраг Радовић 30, Драган Манце 28/8, Момчило Вукотић 28/8, Кујтим Шаља 24/2, Ненад Стојковић 20, Зоран Димитријевић 17/1, Звонко Поповић 16/1, Никица Клинчарски 16, Драги Каличанин 13, Звонко Живковић 12/6, Џевад Прекази 11/1, Радомир Радуловић 11, Сеад Машић 11, Горан Стевановић 8/1, Владимир Вермезовић 6, Зоран Мартиновић 5, Милош Ђелмаш 5, Звонко Варга 4/1, Слободан Крчмаревић 2, Славко Карановић 1, Ненад Ставрић 1, Саша Лопичић 1.                                                                                         | Милош Милутиновић |
| Жељезничар      | Мехмед Баждаревић 32/3, Драган Шкрба 31, Никола Никић 29/14, Един Ћурић 29/7, Владо Чапљић 29, Раде Паприца 28/7, Един Бахтић 27/10, Јосип Чилић 26, Антон Грабо 24/3, Миломир Одовић 22/1, Рефик Шабанаџовић 19, Бранислав Берјан 17, Владо Комшић 17, Мирсад Баљић 15, Зоран Самарџија 14/2, Зоран Матковић 14, Милан Гутовић 13, Радмило Михајловић 11/3, Душко Ивановић 10, Драган Бочевски 6/1, Синиша Ашкраба 3, Шефик Ушановић 3, Мустафа Ђелиловић 3, Ермин Џафић 2, Бранислав Давидовић 1 | Ивица Осим        |
| Ријека          | Милош Хрстић 33/1, Владо Котур 33, Дамир Десница 32/11, Звијездан Радин 32, Ненад Грачан 31/8, Никола Марјановић 31, Давор Радмановић 30/7, Душан Лукић 27/8, Срећко Јуричић 26, Данко Матрљан 23/4, Никица Миленковић 20, Мауро Равнић 19, Адриано Фегиц 18/9, Небојша Малбаша 18, Нашет Жавели 16, Мишо Крстичевић 12, Драган Стевановић 10, Борис Тичић 9, Едмонд Томић 8/3, Зоран Шкерјанц 4, Роберт Рубчић 2, Милан Ружић 1, Раде Љепојевић 1. | Јосип Скоблар     |
| Хајдук          | Ведран Рожић 33/1, Зоран Симовић 32, Драгутин Челић 31, Зоран Вујовић 30/2, Јосип Чоп 28, Бранко Миљуш 27, Златко Вујовић 25/9, Зоран Вулић 25/2, Душан Пешић 23/6, Горан Шушњара 22, Блаж Слишковић 21/5, Ненад Шалов 20/1, Иве Јеролимов 19/4, Никица Цукров 18/2, Иван Гудељ 15, Џевад Прекази 12/2, Зденко Адамовић 12/1, Милош Бурсаћ 8/1, Младен Богдановић 8/1, Дарко Дражић 5, Давор Чоп 4, Стјепан Андријашевић 2/1, Иван Пудар 2, Јанко Јанковић 2, Јосип Шпањић 2, Зденко Искра 1 | Петар Надовеза    |
| Осијек          | Бранко Жеравица 34, Ивица Калинић 33, Бранко Давидовић 31, Мирко Лулић 31, Лука Дилбер 30/4, Славко Бакета 30, Дражен Кукурић 26/6, Анте Ракела 26/2, Драган Лепињица 24/8, Иван Шмудла 24/1, Јасмин Џеко 23/3, Драган Тодоровић 21, Бранко Карачић 20/7, Владо Касало 15/1, Милан Маричић 13, Јосип Пиршл 10/1, Изет Реџепагић 8/1, Миомир Метер 7, Јосип Иличић 7, Тихомир Рудеж 6, Горан Поповић 6, Чедомир Марас 4, Драго Чалић 3, Далибор Шпољарић 2/1, Илија Шормаз 2, Лекшан 2, Алојз Лукић 1. | Милан Ђуричић     |
| Раднички        | Санид Бегановић 34/5, Мирослав Алексић 31/8, Братислав Ринчић 28/4, Драган Стојковић 27/3, Зоран Миленковић 27, Драган Радосављевић 27, Стојан Гавриловић 26/2, Драган Митровић 24/5, Зоран Бојовић 24/1, Милош Дризић 23/3, Зоран Милошевић 22, Бранислав Ђорђевић 21/2, Емир Џиновић 21, Драгиша Бинић 19/1, Милован Обрадовић 19, Душан Митошевић 13/4, Иван Станковић 9/1, Мирослав Симоновић 8, Горан Гавриловић 4, Зоран Златковић 4, Драган Петровић 4, Синиша Гогић 4, Иван Ивановић 2, Ж. Јанковић 1 | Илија Димовски    |
| Приштина        | Скендер Шенгуљ 33, Слободан Шујица 32, Фадиљ Вокри 31/9, Зоран Батровић 28/11, Фадиљ Мурићи 26/4, Рифат Мехиновић 26/1, Агим Цана 25/3, Шефћет Синани 25, Рамадан Цимили 23/1, Фавзи Рама 22, Едмонд Ругова 22, Петар Груевски 21, Фатон Доми 17, Бехајдин Ђинали 15/1, Јусуф Тортоши 13/1, Менсур Неџипи 12, Реџеп Гаџоли 11/2, Харис Смајић 11, Сами Луголи 10/2, Фарук Доми 8, Рамиз Краснићи 8, Љубиша Трајковић 6, Вахедин Ајети 5/1, Сахит Кељменди 4, Коста Лалић 3, Љубомир Радевић 1 | Фуад Музуровић    |
| Сарајево        | Давор Јозић 31/4, Сенад Мердановић 30/7, Мирза Капетановић 30/2, Драган Божовић 30/1, Зијад Швракић 29/5, Нијаз Ферхатовић 28/3, Милош Ђурковић 27, Мехмед Јањош 26/1, Славиша Вукићевић 25, Хусреф Мусемић 23/9, Мухидин Тескереџић 23/5, Ферид Радељаш 22, Бобан Божовић 20/3, Нихад Милак 17, Предраг Пашић 16/6, Ивица Вујичевић 9, Фарук Хаџибегић 8/5, Слободан Јањуш 8, Един Хаџиалагић 8, Томислав Бошњак 6, Есад Хошић 5, Владимир Петковић 5, Анте Рајковић 4, Срђан Јовановић 3, Горан Јуришић 2, Јасминко Велић 1 | Бошко Антић       |
| Војводина       | Младен Јованић 34, Маријан Зовко 33/4, Зоран Марић 32/5, Владан Димитрић 32/4, Милан Ђуровић 32/1, Михаил Рац 31/4, Миле Врга 30/4, Јосиф Илић 24/3, Мирко Тинтар 19/1, Андраш Месарош 18/1, Бранислав Новаковић 17/5, Душан Мијић 17/1, Чедомир Мићовић 16, Сава Попић 16, Рајко Вујадиновић 14/1, Милан Бабић 14/1, Лазар Грубор 14, Драгољуб Стакић 12/2, Петар Гудељ 7/1, Антхонy Делицат 6, Лабуд Пејовић 5, Марио Међимурец 3, Драгољуб Беквалац 2, Звонко Ћирић 1, Шандор Мокуш 1, М. Спречак 1, Драган Гаћеша 1, Миленко Драгојевић 1. | Јосип Дуванчић    |
| Динамо Винковци | Мартин Новоселац 32, Милорад Рајовић 31/4, Ивица Туњић 31/3, Анте Шећер 30/2, Бранко Млинар 30, Сулејман Халиловић 29/15, Мијо Ручевић 25, Зоран Вујчић 23/7, Влахо Мацан 21, Иван Будимчевић 18, Ненад Лушић 17/3, Стево Богдан 17, Срећко Лушић 14/1, Станко Мршић 14, Зоран Лесковар 13/2, Душан Алемпић 13, Анте Румора 13, Ивица Дуспара 12/1, Мирослав Витковић 12, Борислав Тонковић 11/1, Илија Радић 11/1, Душан Кесић 7/1, Никица Салопек 5, Бранко Шкаро 4, Крунослав Пиперковић 2, Андрија Блажевац 2, Гордан Готал 1, Здравко Лучан 1, Томислав Радић 1.                                                                                 | Тонко Вукушић     |
| Динамо Загреб   | Велимир Зајец 32/4, Звијездан Цветковић 29, Срећко Богдан 28/3, Исмет Хаџић 26, Младен Муњаковић 26, Борислав Цветковић 25/9, Стјепан Деверић 24/4, Миливој Брачун 24/2, Сњежан Церин 23/16, Бранислав Бошњак 22/1, Едwард Крнчевић 20/2, Златко Крањчар 17/7, Марко Млинарић 16/2, Маријан Влак 16, Предраг Јурић 14/1, Васил Рингов 12/3, Слободан Јањуш 11, Звонко Марић 10, Жељко Цупан 9/1, Славко Иштванић 7/1, Ивица Цвиткушић 5/1, Драган Бошњак 5, Мустафа Арслановић 5, Анте Румора 4, Дамир Маричић 4, Емил Драгичевић 3. | Рудолф Белин      |
| Вележ           | Енвер Марић 34, Семир Туце 32/1, Горан Јурић 32/1, Сеад Кајтаз 30/2, Аднан Међедовић 28/9, Веселин Ђурасовић 24, Драженко Прскало 23, Исмет Шишић 23, Боривоје Лучић 19, Драгомир Окука 18/2, Зоран Арсић 18/1, Момчило Вукоје 17/4, Анел Карабег 17/2, Мишо Крстичевић 17/1, Ненад Биједић 17, Мили Хаџиабдић 14, Фрањо Владић 13/4, Сенад Главовић 12/1, Авдо Калајџић 12/1, Владимир Скочајић 11/3, Ивица Барбарић 10, Владимир Матијевић 9/1, Денис Хркач 1, Стипе Јурић 1, Жељко Чавар 1. | Душан Бајовић     |
| Будућност       | Живан Љуковчан 34/1, Момир Бакрач 32/6, Славко Влаховић 32, Петар Љумовић 31/3, Иван Радовић 31, Миодраг Мартаћ 30/1, Бранислав Дробњак 29, Жељко Јановић 28/4, Душко Влаисављевић 27, Жељко Божовић 24/3, Мухамед Кољеновић 22, Зоран Воротовић 21/1, Мирко Радиновић 20/3, Раде Вешовић 19/1, Жарко Вукчевић 16/5, Анто Мирочевић 12/2, Драгољуб Брновић 11/1, Дејан Савићевић 7/1, Дервиш Хаџиосмановић 6, Давор Касалица 2. | Милутин Фолић     |
| Вардар          | Кочо Димитровски 34, Момчило Грошев 33, Дарко Панчев 31/19, Петар Георгијевски 31/5, Ђорђе Јовановски 31, Тони Савевски 29/2, Стојимир Урошевић 29/2, Драги Сетинов 29/1, Милко Симовски 27/1, Чедомир Јаневски 27, Борче Мицевски 23/6, Зоран Велковски 18, Васил Рингов 16/10, Горан Јордановски 14, Сандре Маневски 12, Мијалчо Маџунаров 8, Влатко Димитровски 8, Драган Јакимовски 8, Томе Трајановски 8, Зоран Тасевски 6, А. Ефремов 3, Венцеслав Симоновски 2, Никола Аврамовски 2, Павел Георгијевски 1, Неџат Шабани 1, Слободан Горачинов 1.                                                                                               | Вукашин Вишњевац  |
| Слобода         | Фахрудин Омеровић 34, Мерсад Ковачевић 33/10, Иван Цвјетковић 33/10, Неврес Захировић 32/2, Адемир Смајловић 31/6, Зоран Томић 31/3, Слободан Петровић 27, Мидхат Мемишевић 25/4, Џемал Дједовић 25/1, Неџад Верлашевић 17, Нихад Мујезиновић 16/1, Раде Тошић 16, Мустафе Хукић 14, Екрем Ибрић 13, Горан Миљановић 11/1, Божо Чајић 9, Мурсел Ковачевић 9, Зденко Ђокић 8, Јасмин Јогунчић 8, Сеад Тубић 7, Бранко Милановић 6, Нихад Куносић 6, Ибрахим Кушљугић 6, Светозар Чича 5/2, Аднан Џанић 5, Зоран марковић 4, Фуад Мулахасановић 4, Ђорђе Малетић 2, Изудин Хаџић 1, Горан Милошевић 1, Томо Мркић 1                                     | Омер Јушић        |
| Олимпија        | Михаило Петровић 34/1, Сречко Катанец 33/6, Јанез Хударин 33, Вили Амершек 32/5, Љубиша Далановић 32, Петер Амершек 31, Раде Вујновић 30/1, Лазар Радевић 30, Звоне Терчич 29, Јанез Вољч 28/2, Тоне Рожич 18/2, Јанез Зупанчич 18/1, Здравко Боровница 16/3, Вукадин Лаловић 14/2, Јанез Пате 14, Дарко Домаденик 9/3, Станислав Комочар 9/1, Радован Крстовић 8/1, Бранко Шаренац 4, Зоран Убавич 2, Дарко Белојевић 2, Стојан Плешинац 1, Љубиша Вукмировић 1. | Недељко Гугољ     |
| Челик           | Зоран Милидраг 33/3, Драгомир Влашки 31/8, Спасо Папић 29/2, Ибрахим Зукановић 25/4, Јерко Типурић 25/3, Златко Маршалек 24, Светислав Пердув 24, Енес Бешић 23/6, Јасмин Градинчић 23, Расим Ахметовић 22, Бранислав Карач 21, Мирослав Мојовић 20, Хајрудин Ђурбузовић 18/3, Младен Богдановић 17/4, Ненад Видаковић 15/1, Бранко Вучковић 15, Владо Спасојевић 9/1, Шериф Ушановић 8, Петар Ђорђевић 8, Радомир Радош 7/1, Сакиб Ибрахимовић 6, Алмир Мемић 6, Менсур Кукавица 6, Звонко Калезић 5, Иван Цвитанушић 5, Мухамед Ћосић 4, Енес Дедић 3, Василије Калезић 2, Јован Зубац 1, Милорад Ратковић 1.                                       | Милан Рибар       |